# Sinfonia n. 3 (Čajkovskij)
La Sinfonia n. 3 in re maggiore, op. 29, Polacca fu composta da Pëtr Il'ič Čajkovskij tra giugno e agosto del 1875 e fu eseguita la prima volta a Mosca il 19 novembre dello stesso anno.

## Storia della composizione
Čajkovskij iniziò a comporre la sua terza sinfonia ospite dell'amico Vladimir Šilovskij, a cui l'opera venne dedicata, a Usovo, nel giugno del 1875, e la completò in agosto. Questa sinfonia si distingue nella produzione del compositore per due motivi: è la sola ad essere in modo maggiore (se si esclude l'incompiuta Sinfonia in mi bemolle maggiore), ed inoltre è l'unica ad essere composta da cinque movimenti. L'opera fu eseguita per la prima volta a Mosca il 7 (19) novembre del 1875, sotto la direzione di Nikolaj Rubinštejn, in occasione del primo concerto della stagione della Società musicale russa. Sembra che si iniziò a chiamare Polacca questa sinfonia in occasione della sua prima esecuzione nel Regno Unito nel 1899, in riferimento ai ritmi di danze polacche presenti nell'ultimo movimento. Il pubblico occidentale, condizionato dall'uso che ne aveva fatto Fryderyk Chopin, interpretava questo finale come un simbolo della causa dell'indipendenza polacca, mentre in realtà nella Russia zarista questa coda musicale, al contrario, era usata per celebrare la dinastia dei Romanov. Nel 1961 il coreografo George Balanchine utilizzò la terza sinfonia di Čajkovskij per la sezione Diamanti del suo balletto Jewels, come omaggio all'Impero russo e a Marius Petipa, omettendo il movimento iniziale.

## Struttura della composizione
- I movimento, Introduzione e Allegro. Moderato assai (Tempo di marcia funebre). L'inizio quasi in sordina viene vivacizzato subito dopo dall'entrata degli ottoni a cui si accompagnano gli archi, quasi a far da marcia funebre al movimento che viene ripresa dall'orchestra. Il tema viene poi affidato ai fiati ed ai legni concludendo con un crescendo orchestrale, l'allegro brillante finale, in un ritorno degli ottoni.
- II movimento, Alla tedesca. Allegro moderato e semplice. Si tratta di un pezzo leggero, evasivo, conforme a quell'arte che più in là il maestro farà sua, arricchendola, nei balletti delle sue fiabe. Tecnica mirabile e movimento scorrevole che fa di questo pezzo il migliore in assoluto della sinfonia insieme al successivo terzo movimento.
- III movimento, Andante elegiaco. Il brano dipinge un quadro prettamente bucolico a rappresentare luoghi conosciuti nei suoi viaggi da Čajkovskij. Pezzo molto amabile, cantabile, in cui l'orchestra e gli archi ne dominano la scena. Chiusura un poco cupa del movimento. Insieme al secondo movimento è indiscutibilmente il più riuscito.
- IV movimento, Scherzo. Allegro vivo. L'entrata dei fiati dà l'impronta del movimento. Questo scherzo si presenta con qualche leggero pizzicato, ed è molto vivo nella parte conclusiva.
- V movimento, Finale. Allegro con fuoco (Tempo di polacca). Dopo l'inizio quasi maestoso di tutta l'orchestra, il movimento procede privo di iniziativa, anche se è mirabile il fugato che ne caratterizza lo sviluppo, non molto scorrevole e scarno di idee, come del resto è tutta la sinfonia. Brano che assume in finale il tempo di danza alla polacca, con l'allegro con fuoco in cui si fanno sentire i timpani, gli ottoni e l'orchestra.